# Saab 21
El SAAB 21 era un avión de combate y ataque sueco diseñado y fabricado por la compañía sueca SAAB . Utilizó una combinación relativamente poco ortodoxa y visualmente distintiva, lo que le daba al avión una apariencia bastante única.

## Historia y desarrollo
Las Flygvapen en 1941 se componían de una variopinta mezcla de modelos estadounidenses, italianos, alemanes y británicos; ante la conflictiva situación en Europa, la Fuerza Aérea Sueca tomó la decisión de embarcarse en un programa de expansión a gran escala en preparación a los temores de que la nación pudiera ser arrastrada a la  guerra en curso. Se decidió iniciar el diseño de un caza autóctono y que, además pudiese ser utilizado en misiones de ataque táctico.
La compañía diseñó un monoplano de ala baja cantilever con moderada flecha, una góndola fuselada que albergaba al piloto provisto de un asiento eyectable y a la planta motriz con disposición impulsora. dos largueros se extendían desde el borde de fuga de las alas hasta convertirse en una unidad de cola bideriva, cuya rigidez estaba asegurada por un estabilizador común que soportaba cada timón de profundidad. Esta disposición permitió que el armamento estuviera contenido dentro de la sección de proa, además de proporcionar al piloto un alto grado de visibilidad externa. Para permitir que el piloto saliera de manera segura sin golpear la hélice detrás de él, se decidió adoptar un asiento de expulsión .
El Saab 21 era un avión de combate con configuración de empuje doble no ortodoxo. Presentaba un ala de montaje bajo, un arreglo de tren de aterrizaje de triciclo , y estaba equipado con un armamento pesado de tiro hacia adelante. Varias innovaciones recientes se incorporaron a su diseño, como un asiento de expulsión para el piloto; la disposición impulsora más tarde permitió que el tipo se modificara fácilmente con un turborreactor también. Las ventajas de un diseño de empuje son una vista frontal sin obstáculos para el piloto, mientras que el armamento también se puede concentrar en la proa; sin embargo, un gran inconveniente es la dificultad para escapar de la aeronave en una emergencia, ya que el piloto podría quedar atrapado en las palas de la hélice. Saab resolvió este problema a través de la instalación de un temprano asiento de eyector, desarrollado por la firma de defensa sueca Bofors, que se desarrolló en conjunto con el propio caza.
El ala de los 21 se basó en un perfil aerodinámico de bajo arrastre diseñado por SAAB; como las alas no podían acomodar razonablemente los rebajes para el tren de aterrizaje principal cuando estaban retraídas, en su lugar se proporcionaron alcobas dentro de los brazos de la cola, directamente detrás del larguero del alerón trasero. Otros sistemas, como los tanques de combustible de la sección central, se incorporaron al ala, lo que complicó considerablemente su diseño. Para minimizar el arrastre, los enfriadores y los conductos para el motor se alojaron dentro de los contornos del perfil aerodinámico entre el fuselaje y los brazos de la cola. 
El armamento consistió inicialmente en dos cañones automáticos de 13,2 mm m/39 A (akan m/39A) en las alas y dos cañones automáticos más de 13,2 mm akan m/39A y un akan de 20 mm akan m/41A en el morro. En el modelo A-2, el akan m/41 de 20 mm se reemplazó por un Bofor con alimentación de correa diseñado akan m/45 de 20 mm. En el J 21A-3 (más tarde designado como A 21A) fue posible cargar cohetes y bombas de varios tamaños y tipos. Más adelante, en la vida útil del Saab 21, los cañones automáticos akan m/39 de 13,2 mm se recalibraron  para disparar munición americana 12,7 × 99 mm OTAN  debido a la economía. Sin embargo, este no fue un mal cambio, ya que las rondas AP de 12,7 mm tuvieron un mejor desempeño que las AP de 13,2 mm.
Si bien el estudio de diseño se completó y se mostró prometedor, permaneció inactivo hasta 1941. Ese año, en respuesta a la presión para proporcionar un fuerte componente de defensa aérea y ante la posibilidad de que los diseños importados mejorados no estuvieran disponibles debido a la guerra, Suecia decidió emprender un programa de rearme indígena, que incluía el desarrollo y la producción de un avión de combate avanzado. En consecuencia, SAAB comenzó a estudiar los medios para construir su propuesta radical, una perspectiva que planteaba varios problemas que debían abordarse adecuadamente antes de proceder a la producción. Uno de los problemas iniciales que se presentó fue la capacidad del piloto para escapar con seguridad sin ser golpeado por la hélice, que estaba detrás de su posición. Se examinaron muchas diferentes soluciones, como deshacerse de la hélice o de toda la sección del motor mediante cargas explosivas, antes de que se decidiera adoptar un asiento de expulsión. Era una tecnología nueva, el SAAB 21 se convirtió en uno de los primeros aviones en servicio del mundo en tener un asiento eyector. 
El SAAB 21 tenía una velocidad máxima estimada de 640 km/h, lo que requería un potente motor para generar suficiente empuje. Al principio, se decidió sustituir el previsto motor Bristol Taurus por el motor radial Pratt & Whitney R-1830 Twin Wasp. Sin embargo, se solicitó a Svenska Flygmotor AB que proporcionara una alternativa al R-1830; las opciones eran limitadas por el corto período de tiempo involucrado, por lo tanto, un motor producido bajo licencia era la única opción plausible que recayó en una versión local del nuevo Daimler-Benz DB 605 alemán. Se seleccionó el motor tipo B en línea, capaz de producir 1.475 hp; sin embargo, debido a la falta de madurez del DB 605B, se requirió una gran cantidad de refinamiento y modificación por parte de los ingenieros suecos para eliminar errores y rediseñar parcialmente el motor para uso operativo.

## Historial operacional

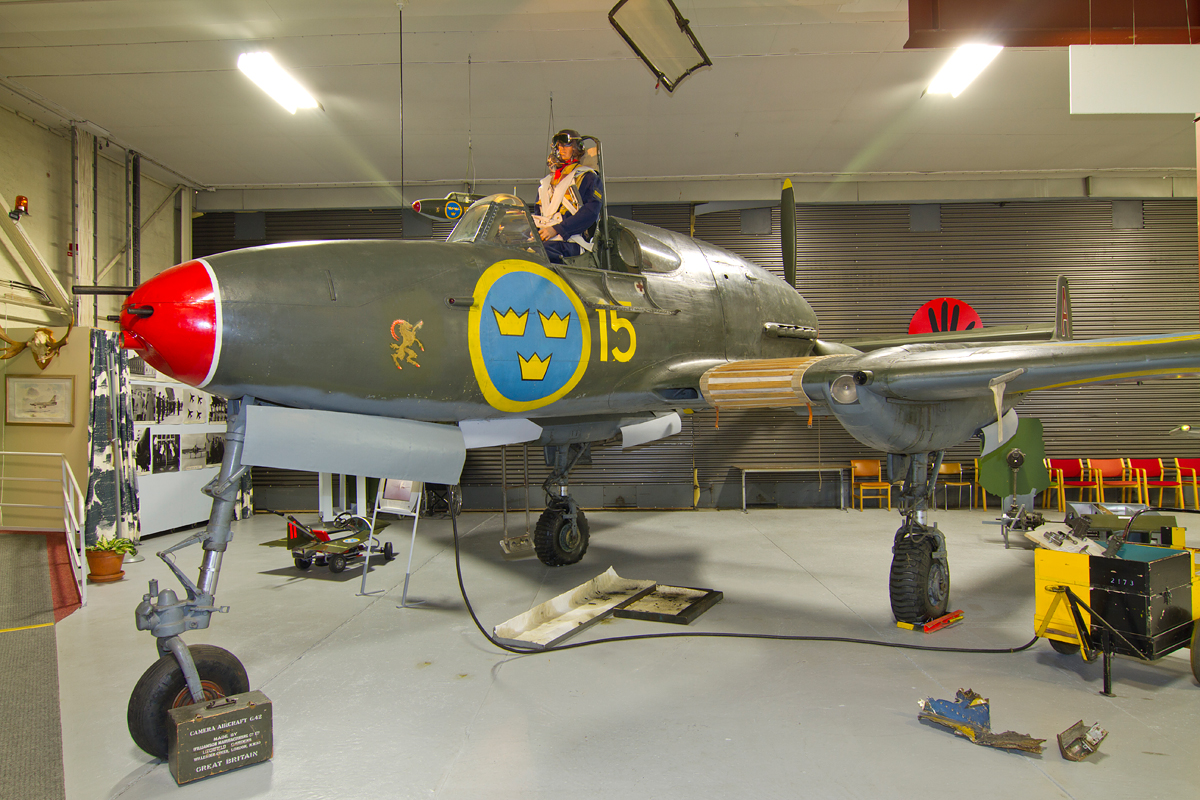
SAAB A21A-3 En el museo de aviación en Soderhamn, Suecia

El 1 de diciembre de 1945 comenzaron las entregas a la Fuerza Aérea Sueca del modelo de producción inicial del caza, designado como J 21A-1;  en general, se construyeron 54 cazas J 21A-1 en la planta principal de SAAB en Trollhättan ; las entregas de este modelo continuaron hasta el 5 de diciembre de 1946, momento en el cual había sido reemplazado por modelos mejorados. El modelo J 21A-1 fue seguido rápidamente por otros 124 y 119 ejemplares del mejorado  J 21A-2, que contó con un arreglo de armamento revisado, y el B 21A-3, una versión cazabombardero. El tipo fue utilizado únicamente por la Fuerza Aérea Sueca. En total, se construyeron 298 J 21A (otras fuentes indican 302) antes de que se cerrara la línea de producción durante 1948. 
Durante diciembre de 1948 la F 8 de Barkarby se convirtió en la primera unidad de caza en recibir la J 21. Durante el año siguiente, otras unidades de la Fuerza Aérea Sueca, como el Ala de la Fuerza A de Göta (F 9), también comenzaron a recibir el tipo. Sin embargo, en menos de cuatro años, algunos escuadrones que habían recibido el tipo empezaron a ser reequipados con una nueva generación de cazas con propulsión a chorro con una mayor velocidad, como el  de Havilland Vampire . A pesar de la intención original era de que el tipo cumpliera principalmente en cometidos de defensa aérea, en servicio, el J 21 se utilizó principalmente como bombardero.

## Variantes

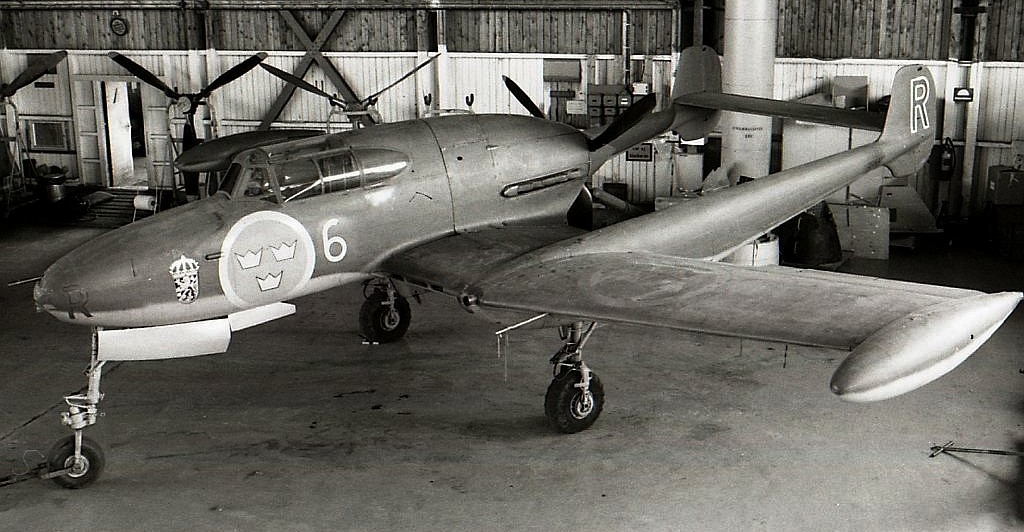

J 21A-1
Primera serie de producción de versión de caza. 54 construidos entre 1945 y 1946, retirados en 1949
J 21A-2
Segunda y tercera serie de producción de versión de caza (62 aviones construidos entre 1946 y 1947). La aeronave tenía mejor aviónica y estaba armada con un cañón sueco de 20 mm. Fueron retirados entre 1953 y 1954.
J 21A-3 (posteriormente designado como A 21A )
Primera y segunda serie de producción de la versión de ataque (66 aviones construidos entre 1947 y 1949). La aeronave era básicamente un J 21A-2 equipado con una bomba apuntando a la vista y tenía pilones para bombas y cohetes. Más tarde se actualizó para poder usar dos cohetes RATO .
J 21B
Versión planeada armada con tres cañones de punta de 20 mm, radar en el boom de estribor, aerodinámica mejorada, dosel de burbujas estilo P-51 y un motor más potente. Motores sugeridos en un primer momento fueron los Daimler-Benz DB 605 E o Rolls-Royce Griffon, pero debido al fin de la guerra Alemania no podía entregar el DB-605E y los británicos aún no había terminado el desarrollo del Griffon. Por ello, se decidió utilizar el motor sueco DB-605B modificado a 1.700 hp. Se construyó una maqueta a gran escala, pero el proyecto se desechó a fines de 1945 debido al inicio del proyecto Saab 29. Ninguno construido.

## Especificaciones técnicas (Saab 21A / J21A)
Referencia datos: Enciclopedia Ilustrada de la Aviación Vol.12 pag 2873, Edit. Delta. Barcelona 1982 ISBN 84-7598-020-1

### Características generales
- Tripulación: 1
- Longitud: 10,45 m
- Envergadura: 11,60 m
- Altura: 3,96 m
- Superficie alar: 23,20 m²
- Peso cargado: 3.250 kg
- Peso máximo al despegue: 4.150 kg
- Planta motriz:  lineal en V invertida Daimler-Benz DB 605 B.
  - Potencia: 1.475 hp cada uno.

### Rendimiento
- Velocidad nunca excedida (Vne): 640 km/h
- Alcance: 750 km
- Techo de vuelo:  11.000 m

### Armamento
- Ametralladoras: 4×  Bofors akan m/39A 13,2 mm

- Cañones: 1× Bofors akan m/45 20 mm

## Aeronaves similares (época/configuración)
- Abrams P-1 Explorer
- Blériot 125
- Blohm & Voss BV 138
- Focke-Wulf Fw 189
- Fokker D.XXIII
- Fokker G.1
- Hanriot H.110
- Millet Lagarde ML-10
- Potez 75
- Vultee XP-54